# Унґоліанта
Унґоліанта — це вигаданий персонаж у легендаріумі Дж. Р. Р. Толкіна, описаний як злий дух у подобі велетенської павучихи. Про неї є коротка згадка у «Володарі перснів», а також вона відіграє важливу роль в одній з частин «Сильмариліону». Її походження неясне, оскільки тексти Толкіна не розкривають її природи цілковито. Відомо лише, що вона походить ще «з-перед світу» (англ. before the world). Вона є прикладом тих персонажів, які, поряд з Томом Бомбаділом та Котами королеви Берутіель, не отримали від письменника однозначного пояснення свого походження.

## Ім'я
Унґоліанта (англ. Ungoliant) означає «темний павук» у штучно створеній Толкіном синдарській мові. Це також мовне запозичення із мови квенья: Ungwë liantë. Вона також відома як Ткаля Мороку (Gloomweaver) (синдарською: Gwerlum, квенья: Wirilomë).

## Внутрішня історія
В оригінальних творах Толкіна стверджується, що Унґоліанта — це первісний дух ночі на ім'я Мору, який допоміг Мелькорові із нападом на два Дерева Валінору, висмоктавши з них весь їхній сік після того, як Мелькор пошкодив їх. Вона також поглинула залишки світла з колодязів Варди. Після цього світло дерев залишилося лише у Сильмарилах Феанора. Унґоліанта допомогла Мелькорові напасти на валарів, спершу вкривши Аман непроникною темрявою, яку вона сама й створила.
Мелькор обіцяв Унґоліанті, що поступиться їй будь-чим, чого тільки вона захоче взамін за свою допомогу, але не дотримав цієї обіцянки, не захотівши віддати їй Сильмарили, а тому викликав балрогів, аби прогнати її. Унґоліанта втекла до Еред-Ґорґороту в Белеріанд. В певний період свого існування вона породила гігантських павуків, в тому числі й Шелобу з «Володаря перснів». У Сильмариліоні стверджується, що коли вона стала переховуватися, її голод був настільки нестерпним, що вона парувалася з іншими павуками виключно для того, аби потім з'їсти їх, а своїх виплодків вона використовувала як їжу, як тільки вони достатньо підростали. Як написано в Сильмариліоні, нестримний голод Унґоліанти призвів до того, що вона пожерла саму себе, хоча альтернативний нарис подорожі Еаренділа дозволяє припустити, що це він вбив її, перебуваючи на півдні.

## У популярній культурі
Унґоліанта була предметом декількох пісень у стилі важкий метал. Її конфлікт з Морґотом через Сильмарили був темою пісні «Into the Storm» гурту Blind Guardian із їхнього альбому Nightfall in Middle-Earth 1998 року. Австрійський гурт Summoning, що грає у стилі блек-метал, у своєму альбомі  Minas Morgul 1995 року мав пісню під назвою «Ungolianth». В альбомі 2006 року The Morrigan's Call, гурту Cruachan, що грає у стилі ірландський кельтський метал, була одна пісня під назвою «Ungoliant», а також ще одна, названа на честь Шелоби.
Унґоліанта — це ім'я монстра у грі MMORPG Ragnarok Online, який з'являється з частотою, типовою для боса, хоча сам не є босом. Також бос із таким іменем є у підземеллі в грі Ragnarok Online 2: Legend of the Second, де він пожирає монстрів, що звуться шелобами, аби відновити собі незначну кількість здоров'я.
Також похідну назву має вид павуків Nemesia ungoliant із сімейства Nemesiidae, описаний у 2007 році.
Унґоліанта згадується у кінофільмі Гобіт: Несподівана подорож 2012 року — першій частині із кінотрилогії Гобіт Пітера Джексона, де чарівник Радаґаст Коричневий висловлює здогадки щодо походження злих гігантських павуків.